# Friedrich von Langhans

Friedrich Ritter von Langhans (ca. 1893)

Friedrich Ritter von Langhans (* 12. März 1840 in Nürnberg; † 30. November 1901 in Fürth) war ein deutscher Jurist.

## Werdegang
Langhans war von 1873 bis 1901 rechtskundiger Bürgermeister der Stadt Fürth. Von 1893 bis 1899 gehörte er als Vertreter des Wahlkreises Fürth zudem der Kammer der Abgeordneten im Bayerischen Landtag an und stand dort dem liberalen Flügel nahe.